# سارا وايلي
سارا وايلي (بالإنجليزية: Sarah Wylie)‏ (1989)؛ كاتِبة مُتخصِّصة في أدب الأطفال وروائية كندية.